# 矢内博
矢内 博（やうち ひろし、1956年1月10日 - ）は、船橋競馬場所属の元騎手、現調教師。最終所属は凾館一昭厩舎。北海道苫小牧市出身、血液型A型。騎手時代の勝負服の柄は胴白・赤玉霰、袖桃。

## 騎手時代
凾館政一厩舎から騎手デビュー。1972年10月20日ヒサヤマヨシで初騎乗。同日イクセルプリンスで初勝利。
1999年6月13日3回東京8日目第9競走菖蒲ステークス15番人気アスキットマジックで中央競馬初騎乗（15頭立て13着）
調教師転身のため、2008年5月31日付けで騎手引退。
地方通算成績は10023戦891勝・2着939回・3着1002回・勝率8.9%・連対率18.3%
中央競馬通算2戦0勝

## 調教師時代
2008年5月21日調教師試験に合格し、同年6月1日付けで調教師免許取得。技術調教師として矢野義幸厩舎で修行し、2008年12月15日付けで船橋競馬場に厩舎開業。当初割当は10馬房。
2008年12月31日大井競馬第5競走C3一組二組条件戦に本橋孝太騎乗のライトムーンが出走し、管理馬初出走（14頭立て3番人気2着）。
2009年1月8日船橋競馬第9競走平成盃（B3二組）を町田直希騎乗で2番人気のコスモデガジェで勝利し、開業4戦目で初勝利。
地方通算成績は1458戦100勝・2着152回・3着160回・勝率6.9%・連対率27.3%（2020年2月20日現在）。

## 主な騎乗馬
- トーシンイーグル（1991年ゴールドカップ、東京湾カップ 1992年川崎記念）
- ケーエフネプチュン（1994年関東オークス、東京プリンセス賞、エンプレス杯、ロジータ記念 1995年報知グランプリカップ、トゥインクルレディー賞、NTV盃）